# María Teresa Ramírez Vega
María Teresa Ramírez Vega (Bacaboche, Chihuahua) es una ingeniera horticultora rarámuri y activista cultural conocida por su trabajo en investigación sobre fitorremediación de aguas grises. En 2021 fue reconocida como una de las 100 Mujeres Más Poderosas por la revista Forbes.

## Biografía
Nacida en Bacaboche, un remoto rancho ubicado en las cercanías de Creel, en la Sierra Tarahumara de Chihuahua. Ramírez Vega mostró desde temprana edad un interés por la horticultura, influenciada por el entorno agrícola de su familia. Desde los 11 años radica en la ciudad de Chihuahua. Es egresada de la carrera de ingeniería Horticultora de la Facultad de Ciencias Agrotecnológicas de la Universidad Autónoma de Chihuahua (UACh).

## Trayectoria científica
Durante su formación universitaria, Ramírez Vega optó por abordar un tema de importancia creciente en el campo ambiental: la fitorremediación de aguas grises. Su investigación se centró en el uso de plantas, como el cempasúchil y el crisantemo, para purificar el agua residual generada por actividades domésticas cotidianas. Esta línea de investigación no solo demostró ser efectiva en la limpieza del agua, sino que también ofreció una solución innovadora y respetuosa con el medio ambiente para el tratamiento de aguas residuales en comunidades tanto rurales como urbanas. A través de sembrar semillas de crisantemos y cempasúchil en humedales, los cuales reciben esta agua a través de un sistema de goteo durante el día. El agua se filtra en la tierra de las plantas y el resultado es agua limpia filtrada que puede ser utilizada en otras actividades cotidianas; sin embargo no es apta para beber o preparar alimentos.

### Otras actividades
María Teresa Ramírez Vega se ha destacado por su compromiso con la preservación de las tradiciones culturales de su comunidad rarámuri. Colabora activamente con el asentamiento local "El Oasis", donde comparte conocimientos sobre horticultura y promueve prácticas agrícolas sostenibles entre los más jóvenes.
También es artesana, participó en el primer Encuentro de Mujeres Costureras Rarámuri —Umukí Ralámuli Súami Napawíala en 2022, portando un traje tradicional del colectivo de costureras Bikiyá Soporí.

## Reconocimientos
Gracias a sus aportaciones ha sido reconocida en diversas ocasiones por distintas entidades.
En 2021 formó parte de la lista de las 100 mujeres más poderosas de la revista Forbes.
Además, en el marco del día Internacional de la mujer la artista Paulina de los Cobos Garfias realizó un mural en la exposición M100 homenaje a mujeres influyentes en el perímetro de la Alameda Hidalgo, convocada por la Galería Municipal de Querétaro Rosario Sánchez de Lozada en 2022. El mural es un homenaje a su invento, a la conexión con la naturaleza y a la mujer como símbolo de vida.